# Vâlcănești
Vâlcănești – wieś w Rumunii, w okręgu Prahova, w gminie Vâlcănești. W 2011 roku liczyła 2433 mieszkańców.